# 1987年の野球
1987年の野球（1987ねんのやきゅう）では、1987年の野球界における動向をまとめる。

## 競技結果

### 日本プロ野球

#### ペナントレース
| 順位 | 球団               | 勝 | 敗 | 分 | 勝率 | 差   |
| 1位  | 読売ジャイアンツ   | 76 | 43 | 11 | .639 | 優勝 |
| 2位  | 中日ドラゴンズ     | 68 | 51 | 11 | .571 | 8.0  |
| 3位  | 広島東洋カープ     | 65 | 55 | 10 | .542 | 11.5 |
| 4位  | ヤクルトスワローズ | 58 | 64 | 8  | .475 | 19.5 |
| 5位  | 横浜大洋ホエールズ | 56 | 68 | 6  | .452 | 22.5 |
| 6位  | 阪神タイガース     | 41 | 83 | 6  | .331 | 37.5 |

| 順位 | 球団                 | 勝 | 敗 | 分 | 勝率 | 差   |
| 1位  | 西武ライオンズ       | 71 | 45 | 14 | .612 | 優勝 |
| 2位  | 阪急ブレーブス       | 64 | 56 | 10 | .533 | 9.0  |
| 3位  | 日本ハムファイターズ | 63 | 60 | 7  | .512 | 11.5 |
| 4位  | 南海ホークス         | 57 | 63 | 10 | .475 | 16.0 |
| 5位  | ロッテオリオンズ     | 51 | 65 | 14 | .440 | 20.0 |
| 6位  | 近鉄バファローズ     | 52 | 69 | 9  | .430 | 21.5 |

#### 日本シリーズ
| 日付                                 | 試合   | ビジター球団（先攻） | スコア   | ホーム球団（後攻） | 開催球場           |
| ------------------------------------ | ------ | -------------------- | -------- | ------------------ | ------------------ |
| 10月24日（土）                       | 第1戦  | 雨天中止             | 雨天中止 | 雨天中止           | 西武ライオンズ球場 |
| 10月25日（日）                       | 第1戦  | 読売ジャイアンツ     | 7 - 3    | 西武ライオンズ     | 西武ライオンズ球場 |
| 10月26日（月）                       | 第2戦  | 読売ジャイアンツ     | 0 - 6    | 西武ライオンズ     | 西武ライオンズ球場 |
| 10月27日（火）                       | 移動日 | 移動日               | 移動日   | 移動日             | 移動日             |
| 10月28日（水）                       | 第3戦  | 西武ライオンズ       | 2 - 1    | 読売ジャイアンツ   | 後楽園球場         |
| 10月29日（木）                       | 第4戦  | 西武ライオンズ       | 0 - 4    | 読売ジャイアンツ   | 後楽園球場         |
| 10月30日（金）                       | 第5戦  | 西武ライオンズ       | 3 - 1    | 読売ジャイアンツ   | 後楽園球場         |
| 10月31日（土）                       | 移動日 | 移動日               | 移動日   | 移動日             | 移動日             |
| 11月1日（日）                        | 第6戦  | 読売ジャイアンツ     | 1 - 3    | 西武ライオンズ     | 西武ライオンズ球場 |
| 優勝：西武ライオンズ（2年連続7回目） |        |                      |          |                    |                    |

#### 個人タイトル
|                | セントラル・リーグ | セントラル・リーグ | セントラル・リーグ | パシフィック・リーグ | パシフィック・リーグ | パシフィック・リーグ |
| タイトル       | 選手               | 球団               | 成績               | 選手                 | 球団                 | 成績                 |
| -------------- | ------------------ | ------------------ | ------------------ | -------------------- | -------------------- | -------------------- |
| 最優秀選手     | 山倉和博           | 巨人               |                    | 東尾修               | 西武                 |                      |
| 最優秀新人     | 荒井幸雄           | ヤクルト           |                    | 阿波野秀幸           | 近鉄                 |                      |
| 首位打者       | 篠塚利夫           | 巨人               | .333               | 新井宏昌             | 近鉄                 | .366                 |
| 首位打者       | 正田耕三           | 広島               | .333               | 新井宏昌             | 近鉄                 | .366                 |
| 本塁打王       | リチャード・ランス | 広島               | 39本               | 秋山幸二             | 西武                 | 43本                 |
| 打点王         | カルロス・ポンセ   | 大洋               | 98点               | ブーマー・ウェルズ   | 阪急                 | 119点                |
| 盗塁王         | 屋鋪要             | 大洋               | 48個               | 西村徳文             | ロッテ               | 41個                 |
| 盗塁王         | 屋鋪要             | 大洋               | 48個               | 大石第二朗           | 近鉄                 | 41個                 |
| 最高出塁率     | 落合博満           | 中日               | .435               | 門田博光             | 南海                 | .428                 |
| 最優秀防御率   | 桑田真澄           | 巨人               | 2.17               | 工藤公康             | 西武                 | 2.41                 |
| 最多勝利       | 小松辰雄           | 中日               | 17勝               | 山沖之彦             | 阪急                 | 19勝                 |
| 最多奪三振     | 川口和久           | 広島               | 184個              | 阿波野秀幸           | 近鉄                 | 201個                |
| 最高勝率       | 川端順             | 広島               | .833               | 工藤公康             | 西武                 | .789                 |
| 最優秀救援投手 | 郭源治             | 中日               | 30SP               | 牛島和彦             | ロッテ               | 26SP                 |

#### ベストナイン
|          | セントラル・リーグ     | セントラル・リーグ | パシフィック・リーグ | パシフィック・リーグ |
| 守備位置 | 選手                   | 球団               | 選手                 | 球団                 |
| -------- | ---------------------- | ------------------ | -------------------- | -------------------- |
| 投手     | 桑田真澄               | 巨人               | 工藤公康             | 西武                 |
| 捕手     | 山倉和博               | 巨人               | 伊東勤               | 西武                 |
| 一塁手   | ランディ・バース       | 阪神               | ブーマー・ウェルズ   | 阪急                 |
| 二塁手   | 篠塚利夫               | 巨人               | 白井一幸             | 日本ハム             |
| 三塁手   | 原辰徳                 | 巨人               | 石毛宏典             | 西武                 |
| 遊撃手   | 宇野勝                 | 中日               | 水上善雄             | ロッテ               |
| 外野手   | ウォーレン・クロマティ | 巨人               | 秋山幸二             | 西武                 |
| 外野手   | カルロス・ポンセ       | 大洋               | 新井宏昌             | 近鉄                 |
| 外野手   | 吉村禎章               | 巨人               | トニー・ブリューワ   | 日本ハム             |
| 指名打者 |                        |                    | 石嶺和彦             | 阪急                 |

### 高校野球
- 第59回選抜高等学校野球大会優勝：PL学園（大阪府）
- 第69回全国高等学校野球選手権大会優勝：PL学園（大阪府）

PL学園が作新学院、中京商業、箕島に続く史上4校目の春夏連覇

### 大学野球
- 第36回全日本大学野球選手権大会優勝：慶應義塾大
- 第18回明治神宮野球大会優勝：筑波大

- 東京六大学野球連盟優勝 春：慶應義塾大、秋：法政大
- 東都大学野球連盟優勝 春：駒澤大、秋：東洋大
- 関西学生野球連盟優勝 春：近畿大、秋：近畿大

### 社会人野球
- 第58回都市対抗野球大会優勝：ヤマハ
- 第14回社会人野球日本選手権大会優勝：中山製鋼

### メジャーリーグ
- ワールドシリーズ：ミネソタ・ツインズ（4勝3敗）セントルイス・カージナルス
  - ナショナルリーグ東地区優勝：セントルイス・カージナルス
  - ナショナルリーグ西地区優勝：サンフランシスコ・ジャイアンツ
  - アメリカンリーグ東地区優勝：デトロイト・タイガース
  - アメリカンリーグ西地区優勝：ミネソタ・ツインズ

## できごと

### 1月
- 1月22日 - 野球体育博物館に表彰掲載される競技者表彰委員会が開票され、該当者なしの結果に[1]。
- 1月27日 - プロ野球実行委員会が東京・芝の東京グランドホテルにて開かれ、日本シリーズは7戦まで延長18回まで、8戦以降を延長無制限。オープン戦での指名打者制は監督の同意があればセ・パ両リーグの本拠地球場での採用を可能とする、などを決定[2]。

### 3月
- 3月22日 - 阪神タイガースの掛布雅之が0時45分頃、兵庫県西宮市の名神高速道路西宮料金所手前の上り車線で兵庫県警察高速道路交通警察隊により酒気帯び運転のため現行犯逮捕される[3]。
- 3月23日 - プロ野球実行委員会が都内のホテルで開かれ、二軍の日本一決定戦となるジュニア日本選手権の開催を決定[4]。
- 3月26日 - 第59回選抜高等学校野球大会が阪神甲子園球場で開幕。
- 3月27日 - 阪神のランディ・バースが12時過ぎ、兵庫県尼崎市の路上でスピード違反のため検問中の尼崎西署員に検挙される[5]。

### 4月
- 4月2日 - パ・リーグ会長の福島慎太郎が大腸癌で死去[6]。
- 4月4日 - 第59回選抜高等学校野球大会の決勝戦が阪神甲子園球場で行われ、PL学園が関東一を7-1で破り1982年（第54回）以来5年ぶり3回目の優勝。
- 4月8日 - 広島東洋カープの高橋慶彦が広島市民球場での練習後、この日の夜に広島市内で地元テレビ局による激励会が開催されることに対し、オーナー代行の松田元に対し「なぜ開幕前の大事な時期にこんな行事をやるのか」と猛抗議し、松田と激しい口論に発展。高橋は激励会を欠席した[7][8]。
- 4月9日 - 広島は前日8日の広島市内で行われた激励イベントを欠席し、9日の練習も欠席した高橋慶彦に対し、2週間の謹慎処分を通告し、一軍選手登録を抹消した[7]。
- 4月10日
  - セ・リーグ、パ・リーグの公式戦が開幕。
  - 阪急ブレーブスは佐藤義則が初めて開幕投手を務め、山田久志の連続開幕投手が12年で途切れた。
- 4月12日 - 阪急対南海ホークスの3回戦が西宮球場で行われ阪急が南海に3対2で勝利し、球団通算2500勝を達成[9]。
- 4月14日
  - 阪急の松永浩美が阪急西宮球場での対西武ライオンズ1回戦の1回裏に本塁打を放ち、プロ通算100本塁打を達成。史上147人目[10]。
  - 中日ドラゴンズの宇野勝がナゴヤ球場での対広島1回戦に出場し、プロ通算1000試合を達成。史上268人目[11]。
- 4月15日 - ヤクルトスワローズは前アトランタ・ブレーブスのボブ・ホーナーと正式に契約したと発表[12]。
- 4月17日 - 【MLB】フィラデルフィア・フィリーズのマイク・シュミットがメジャー通算500本塁打を達成。
- 4月24日 - 読売ジャイアンツが甲子園球場での対阪神1回戦に勝利し、対阪神戦600勝を達成。巨人のカード別成績で通算600勝は中日に次いで2球団目[13]。
- 4月25日
  - 南海は新人の田島俊雄が試合前の練習中にコーチの中西邦之に対し暴言を吐いたとして一軍選手登録を抹消し、3日間の謹慎を課したと発表[14][15]。
  - 巨人の山倉和博が甲子園球場での対阪神2回戦に先発出場し、プロ通算1000試合出場を達成。史上269人目[16]。
  - 南海の門田博光が大阪球場での対近鉄バファローズ2回戦の4回裏に本塁打を放ち、プロ通算3500塁打を達成。史上15人目[17]。
- 4月26日 - ヤクルトの角富士夫が広島市民球場での対広島2回戦の十回表に3号2点本塁打を打ち、プロ通算100本塁打を達成[18]。
- 4月29日 - 巨人の篠塚利夫がナゴヤ球場での対中日5回戦の五回表に安打を放ち、プロ通算1000安打を達成[19]。

### 5月
- 5月2日
  - 広島市民球場での広島対中日4回戦の六回表中日の攻撃で、二死一塁の場面で一塁走者の川又米利が盗塁し広島の二塁手の正田耕三からタッチアウトされるが、この際川又が正田にタッチが強過ぎると正田の胸をついて抗議し、これをきっかけに両軍選手が飛び出て乱闘に発展、審判は中日の監督の星野仙一と広島のコーチの伊勢孝夫に退場を宣告。審判は星野に対し「全員を退場させたら野球が出来なくなるので代表として退場を宣告する」と説明[20]。
  - 南海の門田博光が川崎球場での対ロッテオリオンズ4回戦の六回表に二塁打を放ち、プロ通算300二塁打を達成[21]。
  - 横浜大洋ホエールズの永射保が甲子園球場での対阪神4回戦の9回表一死からリリーフ登板し、プロ通算500試合登板を達成[22]。
- 5月4日 - 阪神の真弓明信が甲子園球場での対大洋6回戦の七回裏に3号本塁打を放ち、プロ通算200本塁打を達成[23]。
- 5月7日 - 南海の加藤英司が大阪球場での対阪急6回戦の六回裏に山田久志から2号本塁打を放ち、プロ通算2000安打を達成[24][25]。
- 5月13日 - 広島の森脇浩司、永田利則と南海の西山秀二の2対1の交換トレードが両球団から発表。南海からは西山プラス金銭のトレードとなる[26]。
- 5月15日 - ロッテのレロン・リーが平和台球場での対日本ハムファイターズ7回戦の三回裏に安打を打ち、日本プロ野球通算1500安打を達成。外国人選手では史上初[27]。
- 5月16日 - ヤクルトのレオン・リーが神宮球場での対阪神8回戦の九回裏に4号2点本塁打を打ち、日本プロ野球通算250本塁打を達成、史上26人目[28]。
- 5月17日 - 大洋のシクスト・レスカーノが球団に対し打撃不振で自信を失ったとして退団を申し入れ、了承される[29]。
- 5月19日 - 中日の落合博満がナゴヤ球場での対巨人7回戦の六回裏に8号本塁打を放ち、プロ通算250本塁打を達成[30]。
- 5月21日 - パ・リーグの会長に堀新助が就任。
- 5月23日 - 新潟県の柏崎市佐藤池野球場でのプロ野球初公式戦の南海対ロッテ7回戦が行われたが、試合は悪天候で進行が遅れたため8回表1死で日没サスペンデッドゲームとなる。7月7日の平和台球場での南海対ロッテ戦の前に再開となる。
- 5月26日
  - 西武の秋山幸二が西武球場での対日本ハム7回戦の六回裏に15号本塁打を放ち、プロ通算100本塁打を達成[31]。
  - 巨人の中畑清が後楽園球場での対大洋7回戦に出場し、プロ通算1000試合出場を達成[32]。
- 5月30日 - 大洋の増本宏が平塚球場でのイースタン・リーグの対日本ハム5回戦において、リーグ史上2人目の完全試合を達成[33]。

### 6月
- 6月2日 - 中日の落合博満がナゴヤ球場での対大洋9回戦の七回裏に12号本塁打を放ち、プロ通算1000安打を達成[34]。
- 6月5日 - 神宮球場にてヤクルト対中日5回戦で中日がヤクルトに9-6で勝利し、球団通算3000勝を達成[35]。
- 6月7日
  - 阪急の弓岡敬二郎が対ロッテ9回戦の七回表に犠打を決め、プロ通算200犠打を達成。パ・リーグの選手で史上初めて通算200犠打の達成者となった[36]。
  - 阪神の竹之内雅史打撃コーチが札幌でチームの打撃不振を理由に球団に辞意を表明[37]。
- 6月11日
  - 広島の衣笠祥雄が広島市民球場での対大洋9回戦に出場し、メジャー・リーグのルー・ゲーリッグの記録と並ぶ2130試合連続出場を達成[38]。
  - 藤崎台県営野球場で行われた巨人対中日12回戦で7回2死二塁の場面で、中日の宮下昌己の初球がウォーレン・クロマティのヘルメットに直撃し、これに激昂したクロマティが宮下に殴りかかり、両チーム入り乱れての乱闘となる。クロマティは退場処分を受け、殴られた宮下はその後の乱闘もあり、全治10日間のけが。試合は5-1で巨人が勝利[39][40]。
- 6月12日 - 巨人は11日の中日戦で乱闘騒ぎを起こしたウォーレン・クロマティに対し12日から謹慎5日間、罰金30万円の処分を課したと発表[41]。
- 6月13日 - 広島の衣笠祥雄が広島市民球場での対中日10回戦に出場して2131試合連続出場を達成し、ルー・ゲーリッグの持つメジャー記録の2130試合連続試合出場の記録を更新[42]。
- 6月14日 - 広島の衣笠祥雄が徳山市野球場での対中日11回戦の4回裏に10号本塁打を放ち、プロ通算2500安打を達成。史上4年目。また、20年連続2桁本塁打は王貞治、野村克也の21年連続に次ぐもので、張本勲に並んだ[43]。
- 6月15日 - 政府は連続試合出場の新記録を達成した広島の衣笠祥雄に対し国民栄誉賞を贈ることを決定[44]。
- 6月16日
  - 南海の門田博光が前橋で行われた日本ハム対南海9回戦の七回表一塁走者として加藤英司の本塁打で生還し、プロ通算1000得点を達成[45]。
  - 広島のリチャード・ランスが神宮球場での対ヤクルト8回戦の3回表に21号本塁打を放ち、6試合連続本塁打の球団タイ記録を達成[46]。
  - 阪神の竹之内雅史打撃コーチが甲子園球場内の球団事務所で岡崎義人球団社長と会談し、正式に退団が決定した[47]。
- 6月19日 - 南海の山村善則が川崎球場での対ロッテ11回戦の一回表に3号満塁本塁打を放ち、これがパ・リーグ通算500満塁本塁打となる[48]。
- 6月23日 - 巨人の原辰徳が後楽園球場での対阪神10回戦の九回裏に16号2点本塁打を放ち、プロ通算200本塁打を達成[49]。
- 6月25日 - 広島の高橋慶彦が広島市民球場での対中日14回戦の五回裏に二盗を決め、プロ通算400盗塁を達成[50]。

### 7月
- 7月4日 - 巨人の篠塚利夫が甲子園球場での対阪神14回戦に出場し、プロ通算1000試合出場を達成[51]。
- 7月8日
  - 巨人の桑田真澄が札幌円山球場での対広島11回戦で勝利投手となってシーズン10勝目を挙げ、1967年の江夏豊、堀内恒夫が記録して以来の20年ぶり10代での2ケタ勝利を記録[52]。
  - 5月23日に柏崎で日没サスペンデッドゲームとなった南海対ロッテ7回戦の続きが、八回表ロッテの攻撃の一死無走者の場面で平和台球場にて再開される。試合は5対4で南海がサヨナラ勝ち[53]
- 7月18日 - 阪神の掛布雅之が対中日16回戦に先発出場し、プロ通算1500試合出場を達成[54]。

### 8月
- 8月5日 - 第五十八回都市対抗野球大会が13時より後楽園球場で行われ、浜松市代表のヤマハが川崎市の東芝を4対3で破り優勝[55]。
- 8月8日
  - 阪急のブーマー・ウェルズが藤井寺球場での対近鉄16回戦の三回表に20号本塁打を放ち、プロ野球通算150本塁打を達成[56]。
  - 第69回全国高等学校野球選手権大会が阪神甲子園球場で開幕。
- 8月9日 - 中日の近藤真一がナゴヤ球場で対巨人19回戦に先発登板し、日本プロ野球史上初の公式戦初登板でのノーヒットノーランを達成[57][58]。
- 8月11日 - 広島の衣笠祥雄が広島市民球場での対ヤクルト15回戦の4回裏に13号本塁打を放ち、プロ通算500本塁打を達成。史上5人目[59]。
- 8月21日 - 第69回全国高等学校野球選手権大会の決勝戦が甲子園で行われ、大阪府代表のPL学園が茨城県代表の常総学院に5-2で勝利し、史上4校目の春夏連覇を達成。
- 8月22日 - 大洋の斉藤明夫が横浜スタジアムでの対広島17回戦の八回表にリチャード・ランスから三振を奪い、プロ通算1000奪三振を達成[60]。
- 8月23日 - 巨人の山倉和博が神宮球場での対ヤクルト22回戦の七回表に16号2点本塁打を放ち、プロ通算100本塁打を達成[61]。
- 8月24日 - 阪急の山田久志が西宮球場での対西武18回戦の四回表に清原和博から三振を奪い、プロ通算2000奪三振を達成[62]。
- 8月26日
  - 南海の門田博光が大阪球場での対西武18回戦の三回裏に二塁打を放ち、プロ通算2000安打を達成[63]。
  - 中日の小松辰雄がナゴヤ球場での対ヤクルト15回戦の2回表に荒木大輔から三振を奪い、プロ通算1000奪三振を達成。史上73人目[64]。
- 8月27日 - 阪急の佐藤義則が西宮球場での対近鉄19回戦の八回表にベン・オグリビーから三振を奪い、プロ通算1000奪三振を記録[65]。
- 8月29日 - 南海の加藤英司が大阪球場での対近鉄18回戦に先発出場し、プロ通算2000試合出場を達成[66]。
- 8月30日 - 横浜スタジアムでの大洋対ヤクルト21回戦にてヤクルトは七回表に荒井幸雄、渋井敬一、杉浦享によるセ・リーグ新記録の3者連続三塁打。1イニング3三塁打はセのタイ記録[67]。

### 9月
- 9月8日 - 南海の門田博光が西武球場での対西武20回戦に先発出場し、プロ通算2000試合出場を達成[68]。
- 9月10日 - 阪急の石嶺和彦が藤井寺球場での対近鉄22回戦の七回表に28号本塁打を放ち、パ・リーグ記録となる6試合連続本塁打を記録[69]。
- 9月11日 - ヤクルトの角富士夫が神宮球場での対巨人23回戦に出場し、プロ通算1000試合出場を達成[70]。
- 9月14日 - 初の開催となるジュニア日本選手権が平塚球場で行われ、巨人が、中日に9-0で勝利し、初の二軍日本一達成、MVPは加茂川重治[71]。
- 9月15日 - 近鉄の大石大二郎が登録名を「大石第二朗」に変更[72]。
- 9月17日 - 中日の大島康徳がナゴヤ球場での対大洋26回戦の六回裏に代打で出場して12号3点本塁打を放ち、これで通算代打本塁打が16となり淡口憲治の持つセ・リーグ最多代打本塁打15を更新[73]。
- 9月19日 - 阪神の永尾泰憲と弘田澄男が球団と甲子園球場にて今後の進退について話会い、永尾、弘田ともに引退を申し入れ、球団は了承[74]。
- 9月20日 - ロッテの村田兆治が川崎球場での対西武22回戦の三回表に石毛宏典から三振を奪い、プロ通算2000奪三振を達成[75]。
- 9月21日 - 広島の衣笠祥雄が広島市中央区の広島グランドホテルにて13時過ぎより記者会見し、現役引退を発表[76]。
- 9月29日 - 広島の北別府学が甲子園球場での対阪神25回戦に先発して勝利投手となって9勝目を挙げ、プロ通算150勝を達成[77]。

### 10月
- 10月1日 - 後楽園球場での日本ハム対西武25回戦で日本ハムが五回裏に一死から田中幸雄から早川和夫まで9者連続安打のパ・リーグタイ記録[78]。
- 10月8日 - 中日の宇野勝が甲子園球場での対阪神26回戦の一回表に中前安打を打ち、プロ通算1000安打を達成[79]。
- 10月9日 - ナゴヤ球場での中日対広島26回戦で中日が広島に0-2で敗れたため、巨人の4年ぶりセ・リーグ優勝が決まる[80]。
- 10月10日 - 藤井寺球場での近鉄対西武25回戦で西武が近鉄を9-7で破り、リーグ優勝決める[81]。
- 10月12日
  - 阪神は大阪市北区の阪神電鉄本社で9時半から役員会議を開き、監督の吉田義男を解任を決定。20時45分正式に発表[82]。
  - ヤクルトの梶間健一がナゴヤ球場での対中日25回戦で平野謙から三振を奪いプロ通算1000奪三振[83]。
- 10月15日 - 南海の加藤英司が大阪球場内の会議室で記者会見し、現役引退を発表[84]。
- 10月16日
  - 阪神は新監督に村山実、ヘッドコーチに田宮謙次郎が就任したと発表[85]。
  - ロッテの牛島和彦が大阪球場での対南海26回戦で24セーブ目をあげ、パ・リーグタイ記録の8試合連続セーブ[86]。
- 10月18日
  - 後楽園球場での公式戦通算7127試合目でセ・リーグ最後の公式戦となる巨人対広島戦が行われる。4回に吉村禎章の打席で球審の山本文男がカウントを間違え2ストライク4ボールから、吉村が30号本塁打を放つ[87]。この本塁打は球場シーズン公式戦史上10416本塁打目で最後の本塁打となった。試合は5-2で広島が勝利。
  - 南海の門田博光が西宮球場での対阪急26回戦で3四球、プロ通算1000四死球を達成[88]。
- 10月19日 - 【MLB】ニューヨーク・ヤンキースはビリー・マーチンの監督就任を発表。マーチンはこれでヤンキースの監督に5度目の就任となる[89]。
- 10月22日
  - セ・リーグのシーズン公式戦全日程が終了、首位打者はセ・リーグ史上初めて同率で正田耕三と篠塚利夫が獲得[90]。
  - 広島の衣笠祥雄が公式戦最終戦130試合目の横浜スタジアムでの対大洋26回戦に出場し、連続試合出場記録は2215試合となった[91]。
  - 近鉄の監督の岡本伊三美が大阪市内の近鉄本社へ今シーズンの報告と監督辞任を申し出、了承される[92]。
- 10月23日 - 近鉄は天王寺区の都ホテルにて記者会見し、新監督にヘッドコーチの仰木彬が就任したと正式に発表[93]。
- 10月25日 - 【MLB】ワールドシリーズの第7戦が行われミネソタ・ツインズがセントルイス・カージナルスを4-2で下し、球団創設初のワールドチャンピオンの座についた。シリーズMVPはフランク・バイオーラ[94]。
- 10月27日 - 沢村栄治賞の選考が12時からパレス・ホテルで行われ、巨人の桑田真澄が選出される[95]。
- 10月28日
  - ロッテはレロン・リーを自由契約にしたと発表、西新宿のロッテ本社でお別れ会見を開いた[96]。
  - ヤクルトの渡辺進が球団に今季限りでの引退を申し入れ、了承される[97]。
- 10月30日 - この日の日本シリーズ第5戦が後楽園球場最後の日本プロ野球公式戦となる。

### 11月
- 11月1日 - 日本シリーズの第6戦が西武球場で行われ、西武が巨人を3-1と下し、対戦成績を4勝2敗として巨人を破り、2年連続の日本一[98]。シリーズMVPは2年連続で工藤公康。
- 11月2日
  - 中日と日本ハムは、大島康徳・曽田康二と大宮龍男・田中富生のトレードが成立したと発表[99]。
  - 近鉄は野球評論家の権藤博が一軍投手コーチに就任したと発表[100]。
- 11月3日 - この日から6日間にわたり後楽園球場で「さようなら後楽園球場」と題した閉場記念イベントが開催された。
- 11月4日
  - プロ野球セ・パ両リーグの最優秀選手、最優秀新人、ベストナインを決定する記者投票の開票が行われ、最優秀選手にパ・リーグは西武の東尾修、セ・リーグは巨人の山倉和博。最優秀新人にパ・リーグは近鉄の阿波野秀幸、セ・リーグはヤクルトの荒井幸雄が選出される[101]。
  - 日本ハムはパット・パットナムを自由契約にしたと発表[102]。
- 11月5日 - 広島は木下富雄、新美敏が現役引退し、それぞれ一軍守備走塁コーチ、投手コーチ補佐に就任したと発表[103]。
- 11月6日 - 日本ハムの岡部憲章と阪神の藤原仁のトレードが成立したと日本ハム・阪神両球団が発表[104]。
- 11月8日 - 「読売巨人軍ファン感謝デー」開催をもって後楽園球場が閉場した。
- 11月9日 - 正力松太郎賞の選考が都内のホテルで行われ、西武の工藤公康を選出[105]。
- 11月10日 - 大洋は二軍投手チーフコーチに山根俊英、一軍投手コーチに前阪神コーチの野村収が就任したと発表[106]。
- 11月12日
  - 巨人は東京・紀尾井町のホテル・ニューオータニ「鶴東の間」にて15時より記者会見し、江川卓の現役引退を正式に発表[107][108]。
  - プロ野球協約専門委員会が開かれ、来年より延長戦についてこれまでの時間制（セ・リーグ3時間20分、パ・リーグ3時間）からセは延長12回、パは12回か4時間の早い方で打ち切りと決定[109]。
  - ロッテは二軍投手コーチの若生智男の退団を認める。若生は阪神一軍投手コーチ就任へ[110]。
- 11月18日
  - 1987年度のプロ野球新人選択会議が11時から東京・九段下のホテルグランドパレスにて行われ、立教大学の長嶋一茂はヤクルト、PL学園の立浪和義が独占交渉権を獲得[111]。
  - 巨人は東京・大手町の球団事務所にて松本匡史の今季限りでの現役引退を正式に発表[112]。
  - 【MLB】米国野球記者協会はナ・リーグの最優秀選手にカブスのアンドレ・ドーソンを選出したと発表。この年カブスは東地区最下位であり、史上初めて最下位チームからの選出となった[113]。
- 11月20日 - 大洋の平田薫とヤクルトの岩下正明のトレードが成立したと大洋、ヤクルト両球団が発表[114]。
- 11月21日
  - ヤクルトは渡辺進、杉村繁、黒田真二、鈴木正幸、中川明仁を任意引退とした[115]。
  - 南海はデビッド・ホステトラ―、スティーブ・ハモンドの解雇を決定[116]。
- 11月26日 - 阪急は取締役会を開き、オーナーの柴谷貞雄、球団社長の岡田栄の退任、後任にそれぞれ本社社長の小林公平、阪急電鉄事業部長の土田善久の就任を決定[117]。

### 12月
- 12月4日 - 巨人は大阪・北区の読売新聞大阪本社会議室にて阪急の簑田浩二を金銭トレードで獲得したと正式に発表[118]。
- 12月10日 - 阪神の長崎啓二の任意引退が決定[119]。
- 12月14日 - 西武の東尾修がさる8月6日に港区麻布のマンションにてマージャン賭博に参加していた疑いで警視庁捜査四課と大崎警察署に書類送検されていたことが明らかになる[120]。
- 12月21日 - 西武はマージャン賭博に参加していた東尾修に対し、12月21日から来年6月20日までの謹慎6カ月、減俸2500万円。球団代表の坂井保之と管理部長の根本陸夫に対し管理不行き届きで今月から1年間10%の減俸を科したと発表[121]。

## 誕生

### 1月
- 1月10日 - 巽真悟
- 1月10日 - パオロ・エスピーノ
- 1月12日 - イバン・ノバ
- 1月13日 - オリバー・ドレイク
- 1月13日 - 大野奨太
- 1月14日 - ローガン・フォーサイス
- 1月16日 - ゼラス・ウィーラー
- 1月17日 - 陽岱鋼
- 1月19日 - ジャフェット・アマダー
- 1月21日 - ブランドン・クロフォード
- 1月25日 - 岩見優輝
- 1月29日 - ホセ・アブレイユ
- 1月29日 - アレックス・アビラ
- 1月30日 - タイラー・ムーア

### 2月
- 2月1日 - オースティン・ジャクソン
- 2月1日 - 鵜久森淳志
- 2月6日 - ペドロ・アルバレス
- 2月6日 - トラビス・ウッド
- 2月13日 - ライアン・バクター
- 2月16日 - トミー・ミローン
- 2月17日 - ダニー・ファーカー
- 2月19日 - ジョシュ・レディック
- 2月22日 - カルロス・ペゲーロ
- 2月23日 - 高橋徹

### 3月
- 3月9日 - ダニエル・ハドソン
- 3月11日 - マイク・ボルセンブローク
- 3月21日 - カルロス・カラスコ
- 3月25日 - カービー・イエーツ
- 3月25日 - 柳賢振
- 3月27日 - バスター・ポージー
- 3月28日 - 豊田拓矢
- 3月31日 - ピーター・ボージャス

### 4月
- 4月3日 - ジェイ・ブルース
- 4月3日 - ジェイソン・キプニス
- 4月4日 - オドリサメル・デスパイネ
- 4月5日 - 姜正浩
- 4月8日 - ヨンダー・アロンソ
- 4月8日 - ジェレミー・ヘリクソン
- 4月16日 - リチャード・ブレイアー
- 4月17日 - ダン・ジェニングス
- 4月19日 - 片山博視
- 4月24日 - ウェリントン・カスティーヨ
- 4月25日 - 鶴直人

### 5月
- 5月6日 - ジェラルド・パーラ
- 5月12日 - ランス・リン
- 5月13日 - D.J.ミッチェル
- 5月15日 - ブライアン・ドージャー
- 5月15日 - マイケル・ブラントリー
- 5月25日 - 角中勝也

### 6月
- 6月3日 - 二神一人
- 6月5日 - マニー・ピーニャ
- 6月12日 - 加登脇卓真
- 6月15日 - 野上亮磨
- 6月15日 - エドゥアルド・ヌニェス
- 6月18日 - ジェイソン・カストロ
- 6月19日 - コリン・マクヒュー
- 6月20日 - 齊藤悠葵
- 6月24日 - フアン・フランシスコ
- 6月24日 - サム・フリーマン

### 7月
- 7月7日 - ヤンガービス・ソラーテ
- 7月8日 - ジョシュ・ハリソン
- 7月8日 - 枡田慎太郎
- 7月10日 - グレゴリー・インファンテ（英語版）
- 7月11日 - 山口俊
- 7月17日 - レオネル・カンポス
- 7月18日 - 柴田亮輔
- 7月19日 - ヤン・ゴームズ
- 7月19日 - 炭谷銀仁朗
- 7月22日 - 武藤好貴
- 7月26日 - 荒木貴裕

### 8月
- 8月10日 - ウィルソン・ラモス
- 8月11日 - ドリュー・ストーレン
- 8月12日 - 藤谷周平
- 8月14日 - デビッド・ペラルタ
- 8月17日 - 俊介
- 8月18日 - ジャスティン・ウィルソン
- 8月21日 - J.D.マルティネス
- 8月25日 - ジャスティン・アップトン
- 8月25日 - アダム・ウォーレン
- 8月25日 - ローガン・モリソン

### 9月
- 9月7日 - ゴーキース・ヘルナンデス
- 9月10日 - ポール・ゴールドシュミット
- 9月21日 - ジェレミー・ジェフレス
- 9月25日 - バンス・ウォーリー
- 9月30日 - ケンリー・ジャンセン

### 10月
- 10月6日 - 今成亮太
- 10月7日 - アレックス・カッブ
- 10月10日 - 若竹竜士
- 10月14日 - 荒川雄太
- 10月14日 - コール・カルフーン
- 10月16日 - 川端慎吾
- 10月20日 - 戸村健次
- 10月23日 - カイル・ギブソン
- 10月28日 - ケーシー・ローレンス
- 10月28日 - フェリックス・ドゥブロン
- 10月25日 - 村中恭兵

### 11月
- 11月1日 - アンソニー・バス
- 11月3日 - ライアン・テペラ
- 11月5日 - 大和
- 11月7日 - 十亀剣
- 11月8日 - ブライアン・ショウ
- 11月12日 - マイク・リーク
- 11月13日 - ティム・エーデルマン
- 11月24日 - クリス・ハーマン
- 11月28日 - 木下達生
- 11月30日 - チェイス・アンダーソン

### 12月
- 12月5日 - A.J.ポロック
- 12月5日 - 辻内崇伸
- 12月8日 - ザック・マカリスター
- 12月16日 - ヘクター・サンティアゴ
- 12月19日 - アーロン・ループ
- 12月21日 - クリス・デービス (外野手)
- 12月22日 - ザック・ブリットン

## 死去
- 1月16日 - 藤田省三（元法政大、近鉄（初代）監督、* 1908年）
- 2月1日 - 浅原直人（元名古屋軍・東映などの選手、* 1916年）
- 3月1日 - 小坂佳隆（元広島選手、 *1935年）
- 4月2日 - 福島慎太郎（第6代太平洋野球連盟会長。日本野球殿堂入り、* 1907年）
- 4月21日 - 中島治康（初代三冠王、日本野球殿堂入り、* 1910年）
- 5月12日 - 山田伝（元阪急選手、* 1914年）
- 6月7日 - 呉昌征（巨人・阪神・毎日で活躍。日本野球殿堂入り、* 1916年）
- 6月17日 - ディック・ハウザー（ロイヤルズ前監督。1985年に球団創設以来のワールドチャンピオンに導く、* 1936年）
- 7月29日 - 小川善治（元大映選手、* 1924年）
- 8月22日 - 杉浦清（元名古屋・中日選手、監督、* 1914年）
- 9月5日 - 芥田武夫（元近鉄監督・球団社長。日本野球殿堂入り、* 1903年）
- 11月27日 - 灰山元治（元ライオン軍選手、選抜高校野球初のノーヒットノーラン達成、* 1912年）
- 12月16日 - 木塚忠助（元南海・近鉄選手。1950年代の南海で百万ドルの内野陣の一人として活躍、* 1924年）

## その他
テレビゲーム
- 6月26日 - 燃えろ!!プロ野球（ジャレコ）発売。
- 12月8日 - エキサイティングベースボール（コナミ）発売。
- 12月22日 - プロ野球ファミリースタジアム'87（ナムコ）発売。